# 工农兵
工农兵是工人、农民和士兵三个词的合称。

## 历史
此词早在大革命时期即已经出现，比如利用日本学堂乐歌《学生宿舍的旧吊桶》重新填词的著名的革命歌曲《工农兵联合起来》，其首句即为：“工农兵联合起来！”
中国国民党清党后，中国共产党在中国各地进行武装割据，成立苏区，“工农兵”一词被频繁使用，如“工农兵苏维埃”、“工农兵代表大会”等在各地出现。该词在中华民国国内其他地区也被左派人士使用，有时还加上学生、商人，形成“工农兵学商”这样的简称。如诗人周钢鸣和作曲家孙慎1936年初创作的《救亡进行曲》，其首句即为：“工农兵学商， 一齐来救亡。”
中华人民共和国成立后，1950年代至1970年代多次的政治运动中，这三个阶层被认为是最彻底的无产阶级，也是社会主义国家最具有“革命先进性”的阶层。在政治运动的宣传中，工农兵常作为正面褒扬的角色出现，和地富反坏右相对立，因而成为习惯用语。但是在「文化大革命」后，由于中华人民共和国国内大规模政治运动逐渐停止，阶级斗争不再被提及，整个国家转向经济建设，故该词使用频率也大幅降低。

### 工農兵學員
「文化大革命」時期，在毛澤東的指示下，北京大學、清華大學等高等院校專門招收具有中學以上教育程度的工農兵子女入學，該批學生後來被稱為「工農兵學員」。

## 後續影響
由于工农兵一词及带有其形象的宣传画已经成为中华人民共和国1950年代—1970年代这一历史时期的象征和标志物之一，故其在当代商业等方面的使用也引起了大众和媒体对当今社会的道德观念等问题给予关注并进行探讨。
比如2007年5月8日《北京晨報》報導，北京市大兴区麋鹿苑有一張貼在公共廁所牆上的宣传画，由三名濃眉大眼、精神十足的工農兵緊握拳頭，喊著一語雙關的口號：「同志們……沖（衝）啊！」藉此鼓勵民眾在如廁之後記得沖水。
还有的商家利用工农兵形象作为商业广告。如苏州一茶楼广告、北京某药店宣传单等即利用工农兵的形象并引起了争议。